# Nicola Sernia
Nicola Sernia (Barletta, 1910 – Celenza Valfortore, 5 ottobre 1943) è stato un maresciallo ordinario artificiere del 9º Reggimento Artiglieria Guardia alla Frontiera di Gorizia, insignito di Medaglia d'oro al valor militare alla memoria per i fatti che lo resero precursore della resistenza.